# Araruama

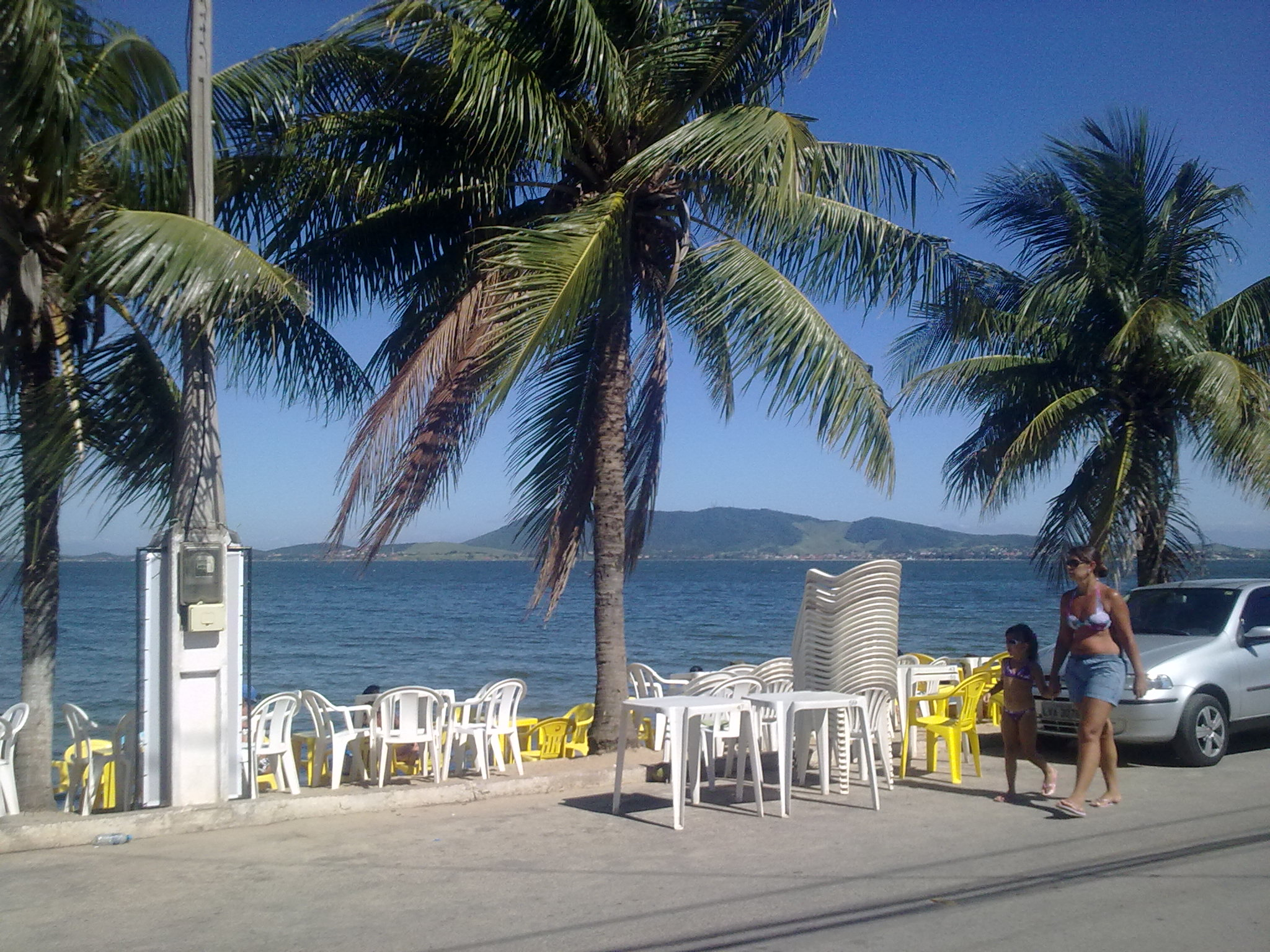
Plage Iguabinha

Araruama est une municipalité de l'État de Rio de Janeiro, au Brésil. Situé à 22 º 52'22 "de latitude sud et 42 º 20'35" de longitude ouest, à une altitude de quinze mètres. En 2010, sa population était de 116 418 habitants, qui ratifie la deuxième plus grande population dans la région des Grands Lacs.
La commune d'Araruama s'étend sur 638 276 km², marquée par des plaines et quelques lacs, dont la Lagoa de Araruama et la Lagoa de Juturnaíba – cette dernière est située entre les communes d'Araruama et Silva Jardim. Géographiquement, Araruama est la plus grande municipalité de la région de Lagos.

## Maires
| Période | Période | Identité                  | Étiquette | Qualité |
| ------- | ------- | ------------------------- | --------- | ------- |
| 2009    | 2012    | André Luiz Mônica e Silva | PMDB      |         |